# Чін Се Йон
Чін Се Йон (кор. 진세연) — південнокорейська акторка і модель. Вперше була помічена завдяки ролі Дженні у фільмі «Білий: мелодія прокляття». Популярність отримала після зйомок в драмі «Весільна маска».

## Біографія
Чін Се Йон (справжнє ім'я — Кім Юн Чон кор. 김윤정) народилась 15 лютого 1994 року у Сеулі і закінчила університет Chung Ang. Дебютувала молода акторка у 2010 році зігравши другорядну роль в серіалі «Все окей, донечко». У наступному році вона зіграла свою першу роль в кіно в фільмі жахів «Білий: Мелодія смерті».
Першою головною роллю в кар'єрі Се Йон стала роль в драмі «Моя донька Квітка», де вона зіграла в парі з Чхве Чін Хьоком. У 2012 році Се Йон зіграла роль Хон Так Мі в серіалі «П'ять пальців», на цю роль спочатку була затверджена учасниця групи T-ara Хам Ин Чон, але скандал в групі та низькі рейтинги серіалів з іншими учасницями гурту привели до рішення замінити її на Чін Се Йон. У 2016 році вона зіграла одну з головних ролей в військовому блокбастері «Операція „Хроміт“», у тому ж році Се Йон зіграла головну роль в історичному серіалі «Квітка у в'язниці». У 2018 році молода акторка зіграла головну жіночу роль в історичному серіалі «Великий принц», який став найуспішнішим серіалом на Chosun TV.
У квітні 2020 року відбулася прем'єра містичного телесеріалу «Народжений знову», одну з головних ролей в якому виконала Се Йон.

## Творчий доробок

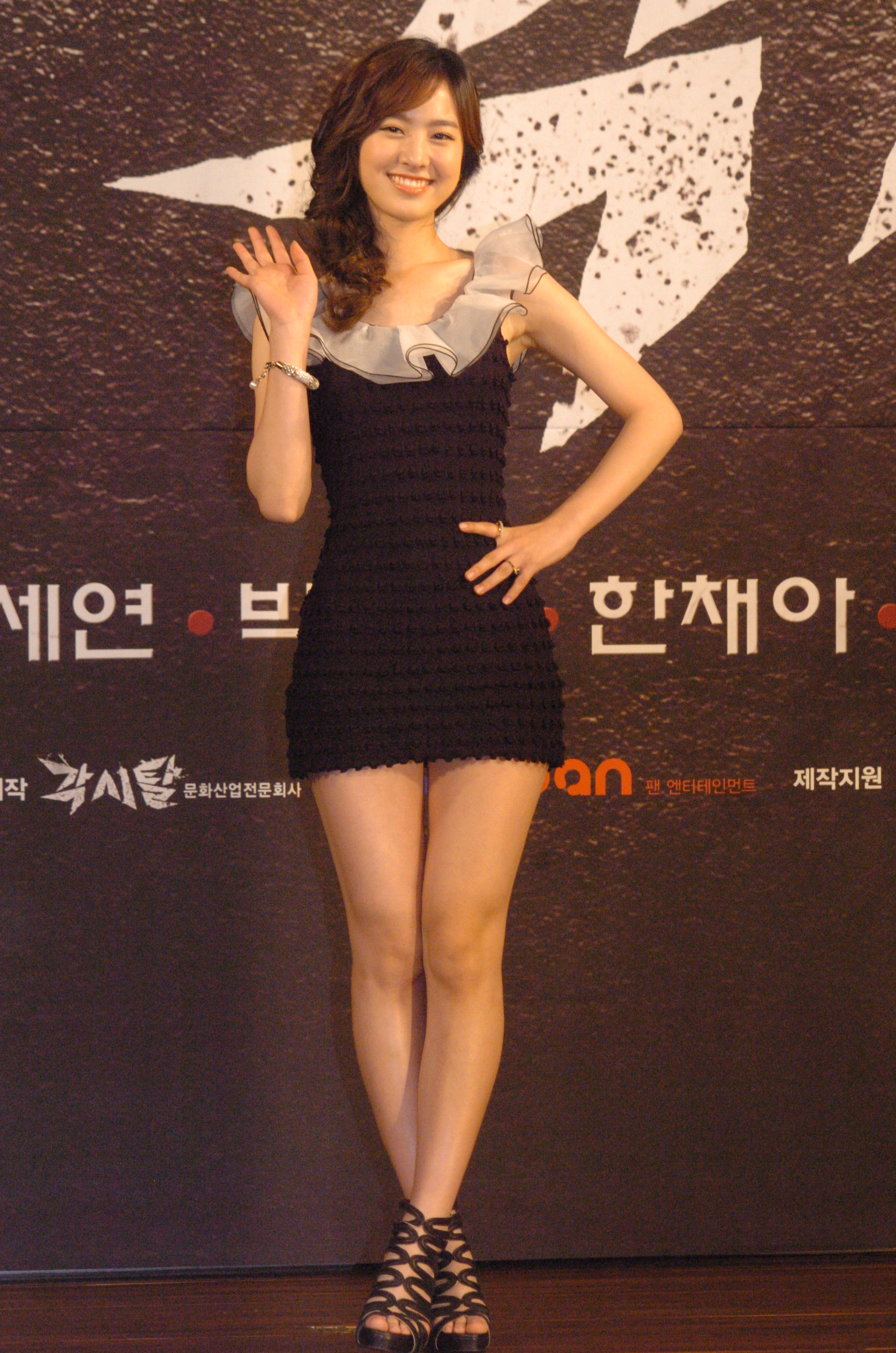
Чін Се Йон у 2012 році

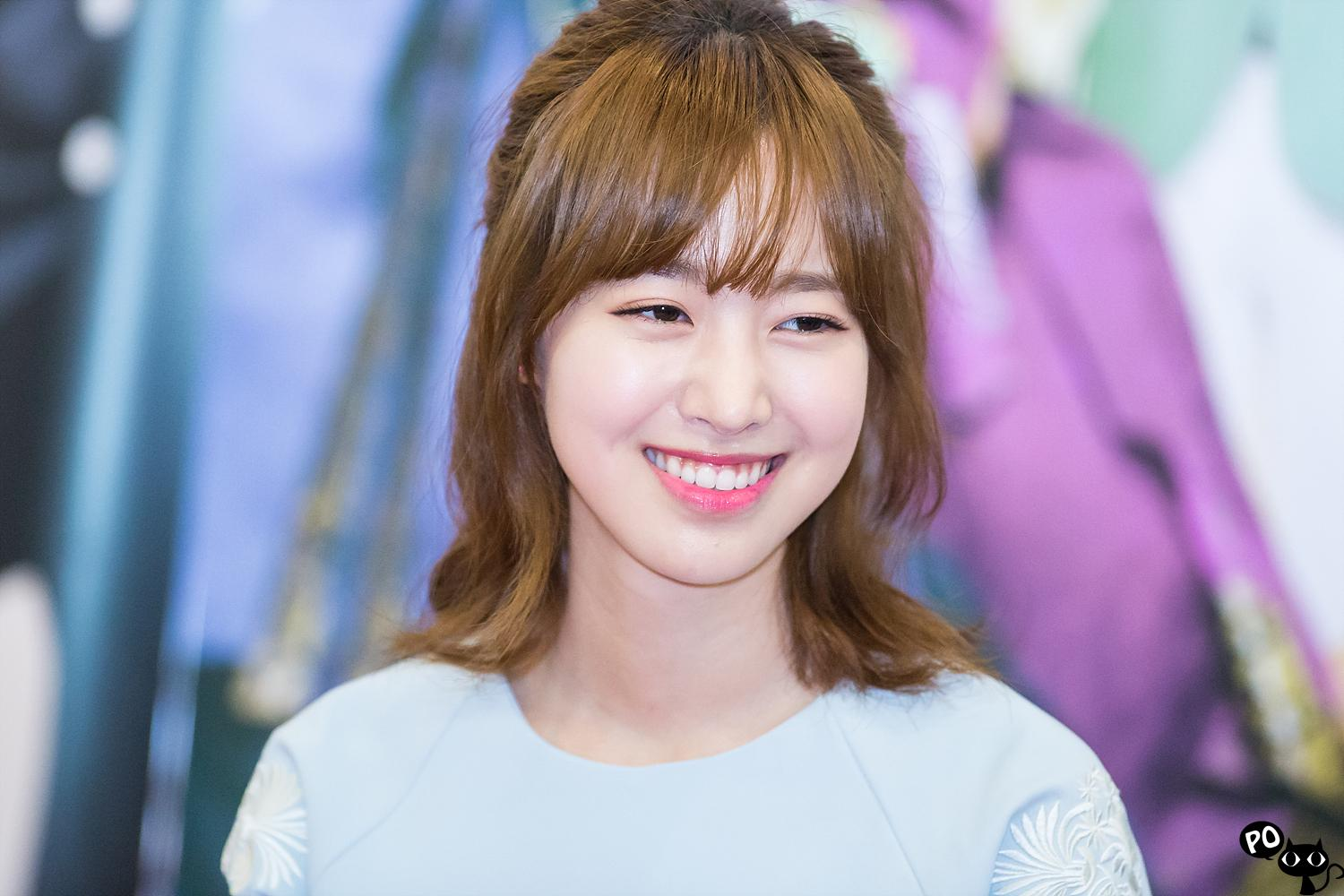
Чін Се Йон у 2015 році

### Телевізійні серіали
| Рік  | Назва                                   | Роль                   | Мережа        |
| ---- | --------------------------------------- | ---------------------- | ------------- |
| 2010 | «Все окей донечко»                      | Чан Се Йон             | SBS           |
| 2011 | Спеціальна драма «Доньки клубу Білітіс» | Кім Чу Йон             | KBS2          |
| 2011 | «Дует»                                  | молода Донгньо         | MBC           |
| 2011 | «Моя донька квітка»                     | Ян Ккотнім             | SBS           |
| 2012 | «Весільна маска»                        | О Мокдан / Істер / Бан | KBS2          |
| 2012 | «П'ять пальців»                         | Хон Дамі               | SBS           |
| 2014 | «Натхненне покоління»                   | Юн Окрин               | KBS2          |
| 2014 | «Лікар чужоземець»                      | Сон Че Хї / Хан Син Хї | SBS           |
| 2015 | «Високі почуття»                        | Ю Ї Рин                | Naver TV Cast |
| 2016 | «Квітка у в'язниці»                     | Ок Ньо / Лі Со Вон     | MBC           |
| 2018 | «Великий принц»                         | Сан Ча Хьон            | Chosun TV     |
| 2019 | «Пункт»                                 | Сін Со Йон             | MBC           |
| 2019 | «Королева: Кохання та війна»            | Кан Ин Гі / Кан Ин Бо  | TV Chosun     |
| 2020 | «Народжений знову»                      | Чон Ха Ин / Чон Са Бін | KBS2          |

### Фільми
| Рік  | Назва                   | Роль       |
| ---- | ----------------------- | ---------- |
| 2011 | «Білий: Мелодія смерті» | Дженні     |
| 2014 | «Мова кохання»          | Інха       |
| 2015 | «Родинне зіткнення»     | Пак Йон Хї |
| 2016 | «Операція «Хроміт»»     | Ха Че Сон  |

### ТВ-шоу
- Invisible Man / Людина-невидимка (KBS2, 2015-го, еп. 4)
- Людина, що біжить (SBS 2012, 2014 року, еп. 119, 198)

### Кліпи
- Jin Se Yeon & Cha Gil Young — «I Have No Problems» (2012)
- KCM — «Love Bear» (2010)

## Нагороди
| Рік  | Нагорода                                  | Категорія                                                  | Робота              | Результат | Прим.  |
| ---- | ----------------------------------------- | ---------------------------------------------------------- | ------------------- | --------- | ------ |
| 2011 | 19-та Премія SBS драма                    | Нова зірка                                                 | «Моя донька квітка» | Перемога  | [ 10 ] |
| 2012 | 5-та Премія корейської драми              | Краща нова акторка                                         | «Моя донька квітка» | Номінація |        |
| 2012 | 20-та Корейська премія культури та розваг | Краща нова акторка                                         | «Весільна маска»    | Номінація |        |
| 2012 | 1-а Премія зірок K-драми                  | Нагорода за акторську гру                                  | «Весільна маска»    | Номінація |        |
| 2012 | 26-та Премія KBS драма                    | Нагорода за високу майстерність (акторки серіалу)          | «Весільна маска»    | Номінація |        |
| 2012 | 26-та Премія KBS драма                    | Краща нова акторка                                         | «Весільна маска»    | Перемога  | [ 11 ] |
| 2012 | 26-та Премія KBS драма                    | Краща пара (разом з Чу Воном)                              | «Весільна маска»    | Номінація |        |
| 2012 | 20-та Премія SBS драма                    | Краща пара (разом з Чу Чі Хуном)                           | «П'ять пальців»     | Номінація |        |
| 2014 | 3-я Премія «Зірок МААТР»                  | Нагорода за високу майстерність (акторки мінісеріалу)      | «Лікар чужоземець»  | Номінація |        |
| 2014 | 3-я Премія «Зірок МААТР»                  | Популярна зірка                                            | «Лікар чужоземець»  | Перемога  | [ 12 ] |
| 2014 | 22-га Премія SBS драма                    | Нагорода за високу майстерність (акторки серіалу)          | «Лікар чужоземець»  | Номінація |        |
| 2016 | 9-а Премія корейської драми               | Нагорода за високу майстерність (акторки)                  | «Квітка у в'язниці» | Номінація |        |
| 2016 | Премія MBC драма                          | Головний приз (Daesang)                                    | «Квітка у в'язниці» | Номінація |        |
| 2016 | Премія MBC драма                          | Нагорода за високу майстерність (акторки спеціальних драм) | «Квітка у в'язниці» | Перемога  | [ 13 ] |
| 2016 | Премія MBC драма                          | Краща пара (разом з Со Ха Джуном)                          | «Квітка у в'язниці» | Номінація |        |